# Ajac
Ajac é uma comuna francesa na região administrativa de Occitânia, no departamento de Aude. Estende-se por uma área de 5,29 km². Em 2010 a comuna tinha 194 habitantes (densidade: 36,7 hab./km²).